# Луиджи Корти
Граф Луиджи (Лодовико) Корти (на италиански: Luigi (Lodovico) Corti) е италиански дипломат и политик.
Министър на външните работи на Италия от 26 март до 27 октомври 1878 г. От името на Италия подписва Берлинския договор (1878).

## Дипломатически път
- 1850: секретар на легацията в Лондон
- 1875: участва в Цариградската конференция (1876 – 1877)
- 1878: участва в Берлинския конгрес – подписва Берлинския договор, поддържа независимостта на Гърция, отхвърля предложение на Едуард Стенли за англо-италианско споразумение за защита на общите интереси
- 1880: участва в Цариградската конференция за Черна гора
- 1881: участва в Цариградската конференция за Гърция
- 1882: участва в Цариградската конференция за Египет
- 1885: участва в Цариградската конференция за Румелия
- 1886: посланик в Лондон